# لیوینگستونیا
لیوینگستونیا (به لاتین: Livingstonia, Malawi) یک زیستگاه انسانی در مالاوی است که در شمال این کشور واقع شده‌است.

## خصوصیات
لیوینگستونیا ۶٬۶۹۰ نفر جمعیت دارد.